# Bernières-sur-Seine
Bernières-sur-Seine è un ex comune francese di 337 abitanti situato nel dipartimento dell'Eure nella regione della Normandia. Dal 1º gennaio 2017 è stato incorporato con i comuni di Tosny e Venables per formare il nuovo comune di Les Trois Lacs, di cui è divenuto comune delegato.

## Società

### Evoluzione demografica
Abitanti censiti